# Muchomůrka červená
Muchomůrka červená (Amanita muscaria) je jedovatá houba z čeledi muchomůrkovitých. Patří k nejznámějším jedovatým houbám, ačkoliv fatální otravy jsou vzácností. Je užívána také pro své psychotropní účinky.

## Popis
Klobouk může mít průměr 8–20 cm. Je nejdříve polokulovitý, později sklenutý, ve stáří rozložený, někdy až mírně miskovitý s hřebenitým rýhováním na okraji. Barva klobouku může kolísat mezi jasně oranžovou až nachově červenou. Je pokryt bílými bradavkami. Lupeny jsou bílé, husté, u třeně volné. Třeň je bílý, válcovitý; na bázi hlízovitě ztlustlý, obalený na okraji bradavičnatou pochvou. Prsten je široký, převislý, rýhovaný. Dužnina je bílá, jemné chuti, bez pachu. Výtrusný prach je bílý.

### Možnost záměny
Možná je záměna s velmi podobnou muchomůrkou královskou, která je však také jedovatá. Méně pravděpodobná, ale také možná, je záměna s muchomůrkou císařskou, která je sice jedlá (dokonce výtečná), ale v České republice je vzácná a chráněná.

## Výskyt
Celkově hojná, místy velmi hojná. Roste nejčastěji v jehličnatých, převážně smrkových lesích, ale i ve smíšených a listnatých lesích.

## Obsahové látky, jedovatost
Kromě nepříliš významného obsahu muskarinu (v plodnicích obvykle v rozmezí 0,0002–0,0003 % čerstvé hmotnosti) obsahuje muscimol, který způsobuje poruchy vědomí a vyvolává halucinace. Část další obsažené látky, kyseliny ibotenové, se metabolizuje opět na muscimol. Muchomůrka červená byla v historii používána k navození stavů opojení nebo halucinací. Při těžké otravě se mohou dostavit křeče, kóma, nebo smrt. Avšak u zdravých jedinců mimo děti a starší osoby je riziko smrtelné otravy velmi vzácné.

## Užití
Právě muchomůrka červená dala celému rodu název, neboť byla lidovým prostředkem k trávení much (původně muchomorka – od „mořit mouchy“). Klobouk se vymáčel v oslazené vodě nebo v oslazeném mléce, případně se namáčel v mléce či vodě a pak posypal cukrem. Mouchy sály z povrchu klobouku sladký roztok i s rozpuštěnými jedy a došlo k jejich omámení, případně úplnému usmrcení.
V některých částech Japonska se v detoxikované formě konzumuje jako potravina, nejčastěji v prefektuře Nagano. Tam se muchomůrka červená především solí a nakládá. Dříve se zpracovávala též v Evropě nebo Severní Americe.

## Muchomůrka červená v Česku

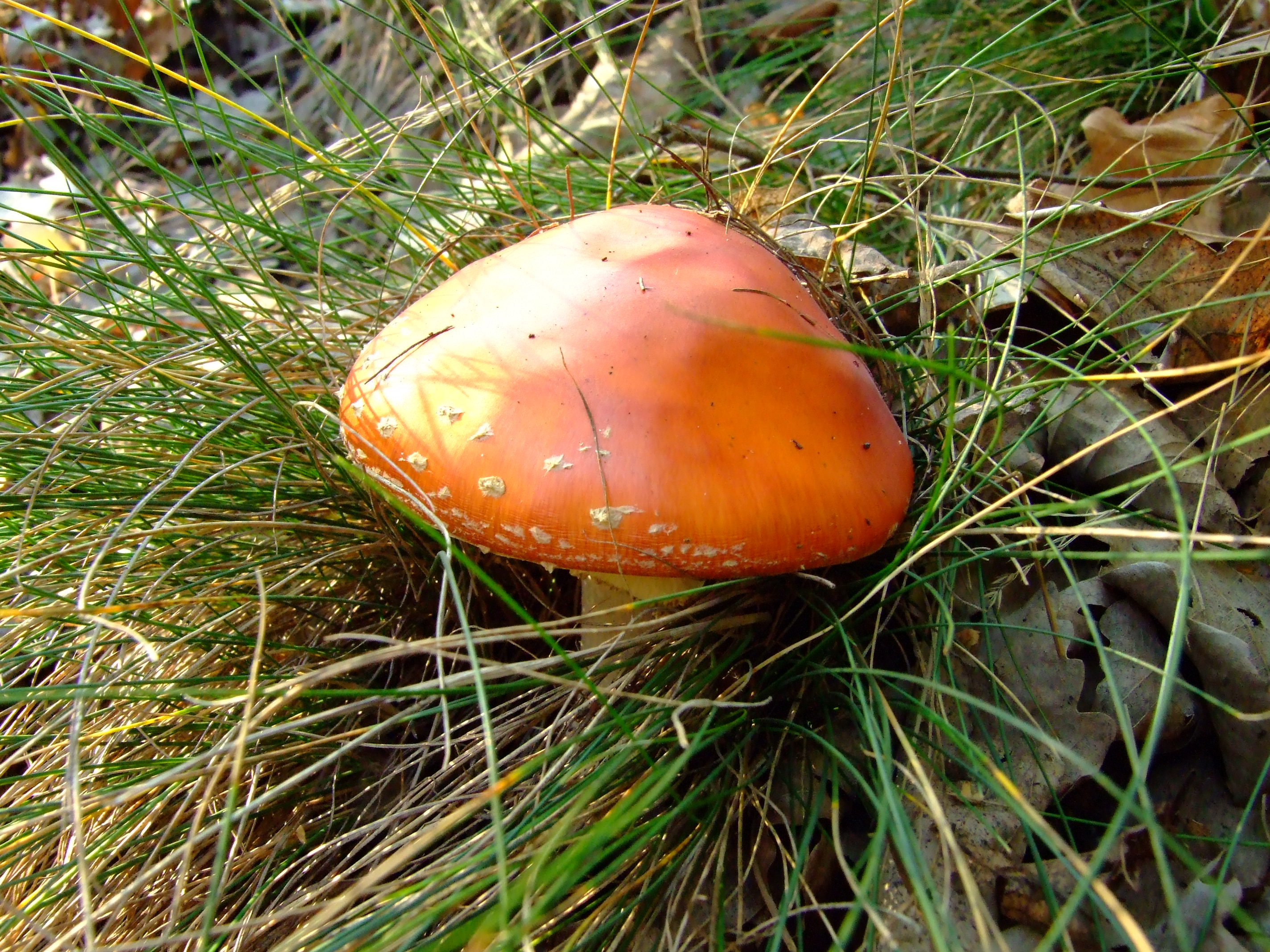
Park Skalka v Praze na Smíchově
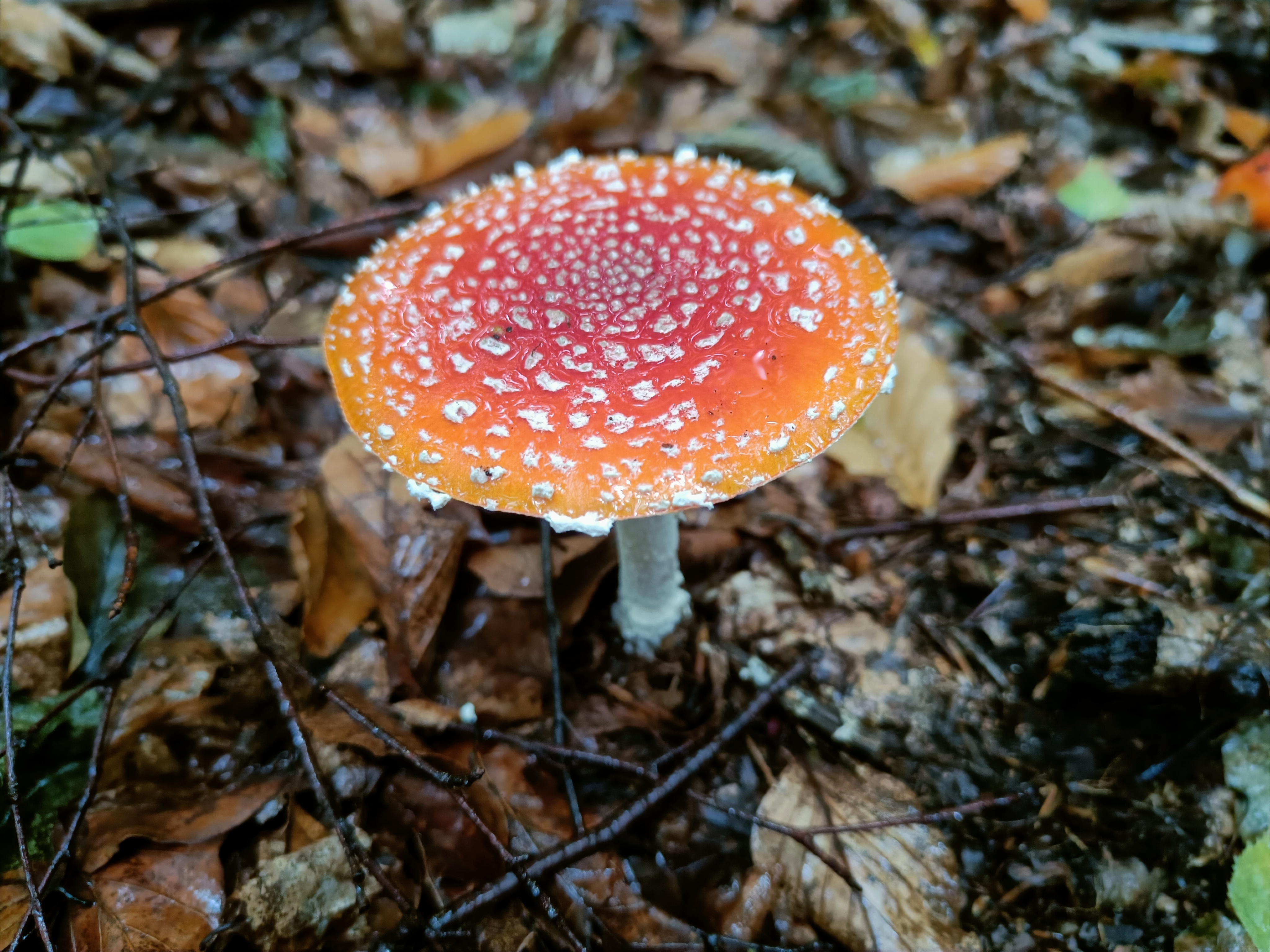
Muchomůrka červená v lese Hubert u obce Hať (okres Opava) ve Slezsku
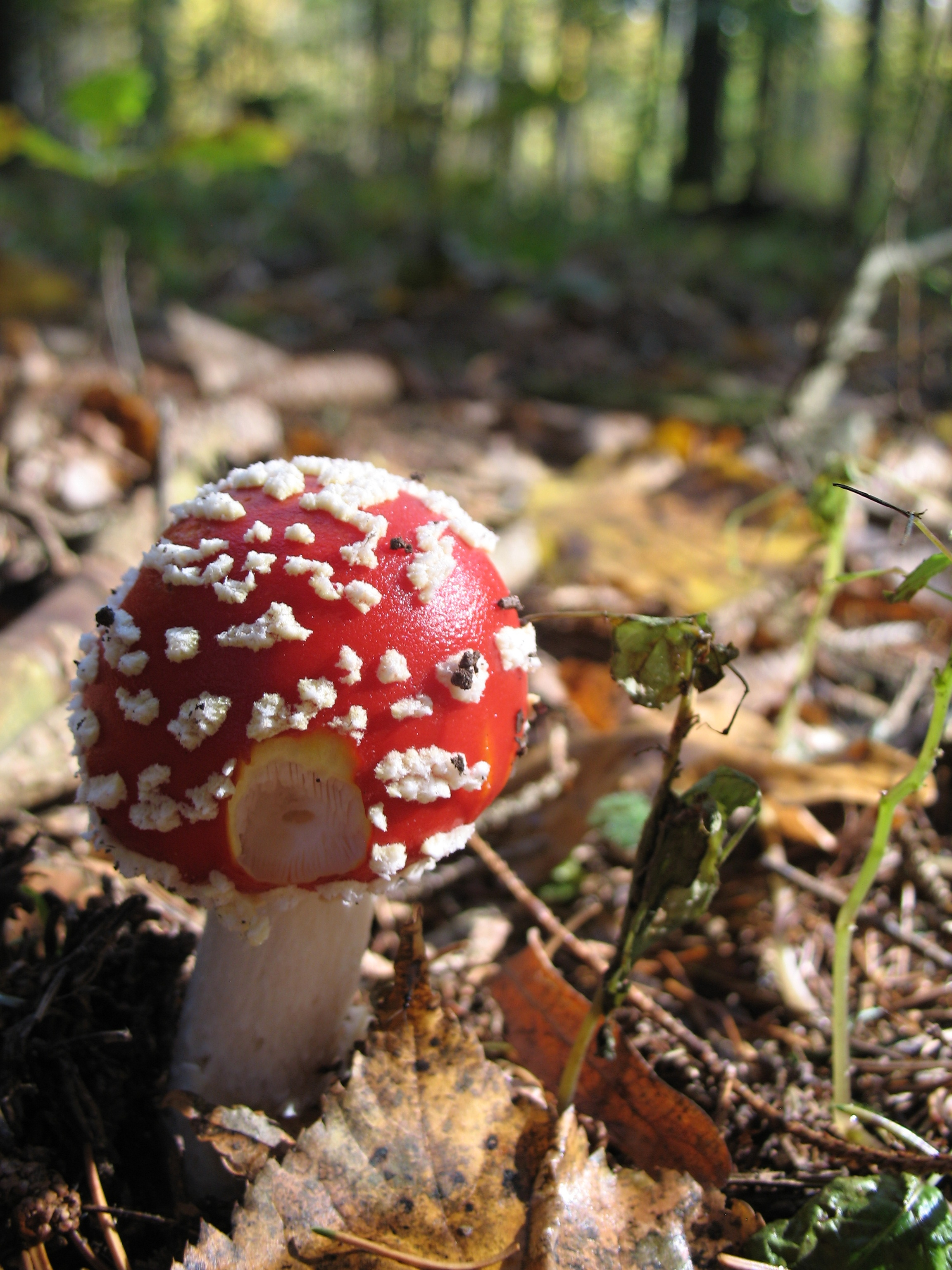
V bažantnici poblíž Zahrádek u České Lípy
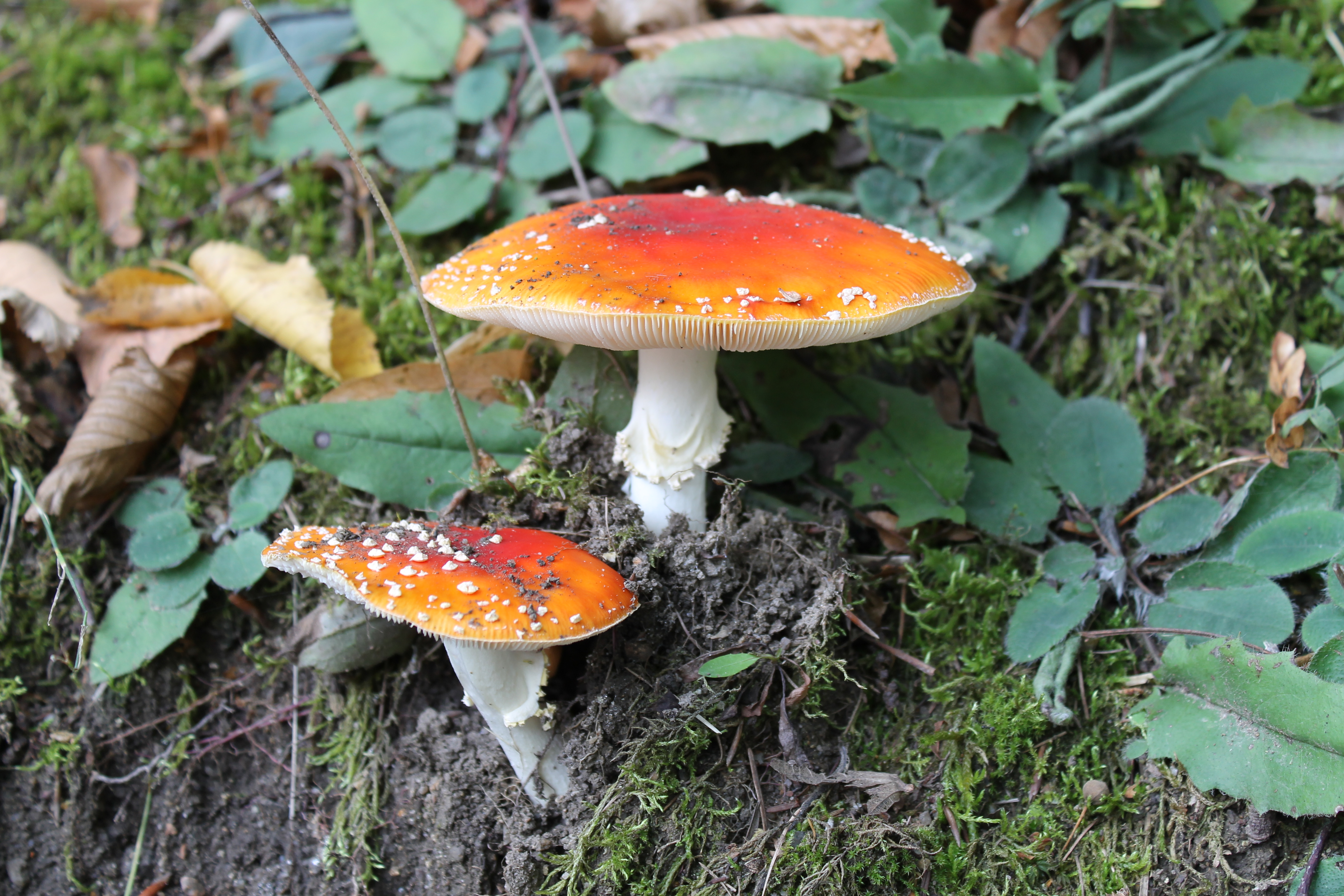
U frýdlantského zámku na Liberecku
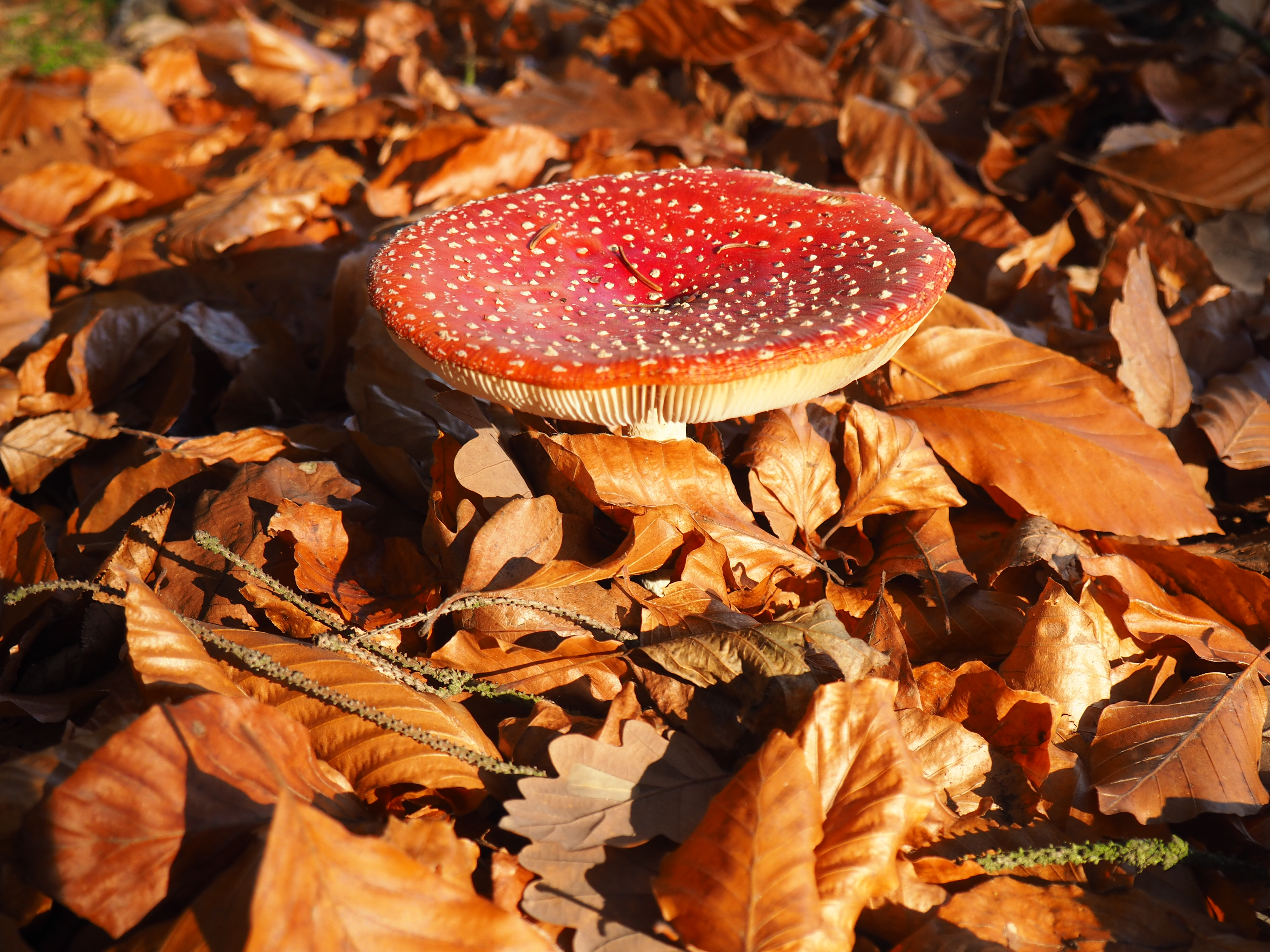
Národní přírodní rezervace Voděradské bučiny
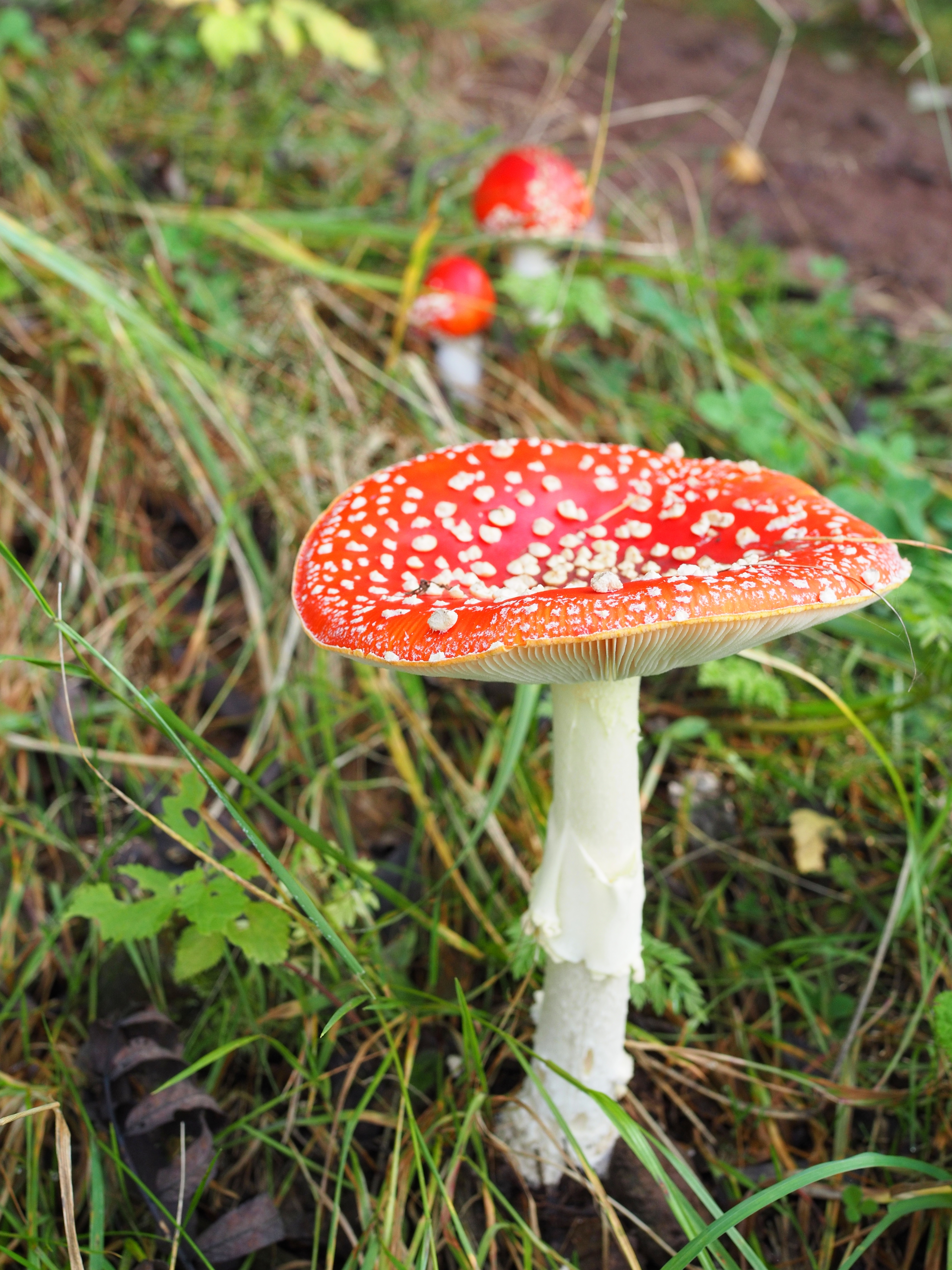
Území národní přírodní památky Kozákov
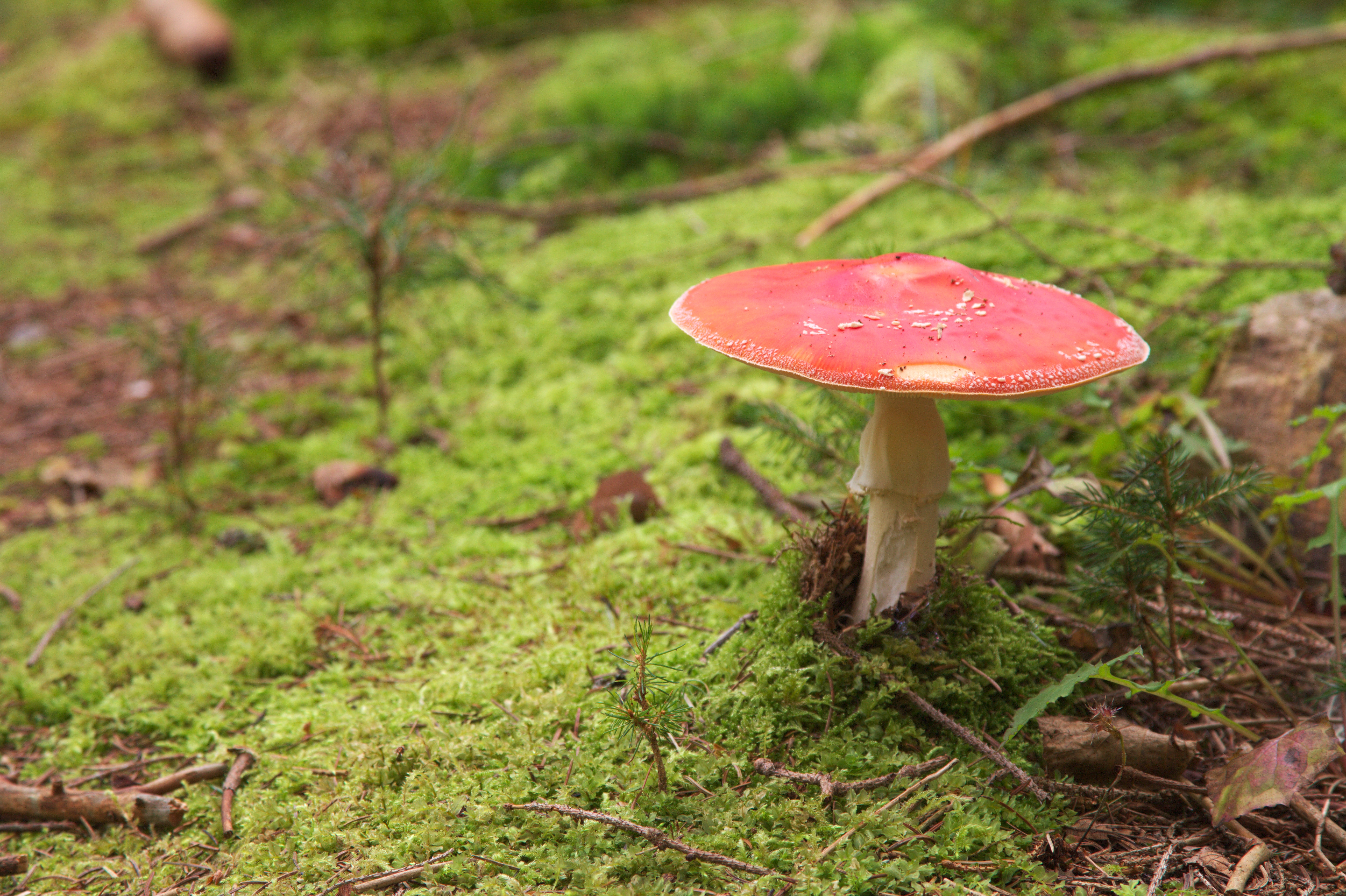
Přírodní rezervace Dračice na Jindřichohradecku
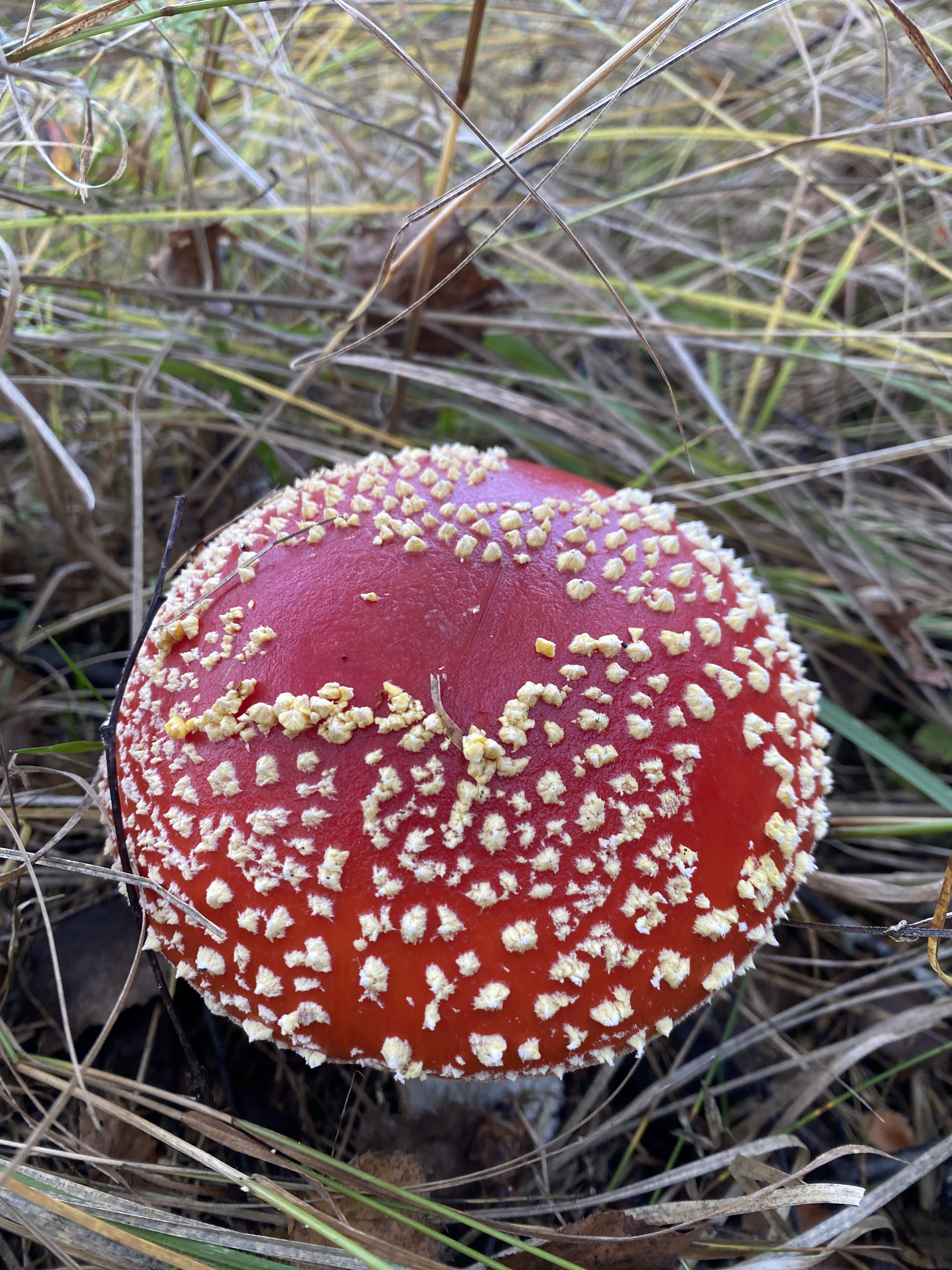
U nejjižnějšího bodu České republiky